# Bomarea ovata
Bomarea ovata là một loài thực vật có hoa trong họ Alstroemeriaceae. Loài này được (Cav.) Mirb. miêu tả khoa học đầu tiên năm 1804.